# Newfoundland and Labrador Route 100
Die Newfoundland and Labrador Route 100 ist ein Highway auf Neufundland im Osten der Insel. Er erschließt die Gegend südlich des Trans-Canada Highways bei Whitbourne. Der nördliche Abschnitt ist Bestandteil des National Highway Systems und ist als Core-Route ausgewiesen.
Die Route beginnt an der Route 1 westlich von Whitbourne. Sie führt nach Südwesten und wird auf diesem Streckenabschnitt Argentia Access Road genannt. Man gelangt auf dieser Strecke nach Argentia, einem Teilort von Placentia; in Argentia befindet sich neben einem bedeutenden Industriegebiet ein kommerzieller Hafen. Bis 1994 war dort auch ein Militärstützpunkt mit Hafen und Flughafen. Ab Placentia verläuft die Strecke als Küstenstraße westlich entlang des Südausläufers der Avalonhalbinsel bis nach St. Bride's, dort wechselt die Straße an die Ostküste nach Branch. Sie trifft dort auf Route 92, die von Norden her kommend an der Ostküste verläuft.